# Speziierung
Speziierung (in Anlehnung an das engl. speciation oder chemical speciation) bezeichnet in der Chemie entweder a) den Vorgang (d. h. die Herausbildung) chemischer Ausprägungsformen einer Substanz infolge eines sich einstellenden Reaktionsgleichgewichts oder b) den erreichten Gleichgewichtszustand selbst (Übersicht über die vorliegenden chemischen Spezies). Der im Deutschen bevorzugte Begriff Speziierung vermeidet die im Englischen gegebene Verwechslungsgefahr mit dem seit längerem eingeführten Begriff der Speziation für die biologische Artbildung.

## Erläuterung und Beispiele
Die durch den Vorgang der Speziierung gebildeten chemischen Formen heißen Spezies. Hierzu drei Beispiele:
- Organische Säuren treten typischerweise in Abhängigkeit vom pH-Wert zu je einem bestimmten Prozentanteil in einem dissoziierten Zustand (–COO−) und einem undissoziierten Zustand (–COOH) auf.
- Wasser liegt stets in unterschiedlicher Molekülform vor, nämlich außer der in mittleren pH-Bereichen weitaus überwiegenden Form  H2O auch als OH− oder als H3O+.
- Sauerstoff tritt je infolge UV-Einwirkung als zwei- und dreiatomiges Molekül (O2, O3) auf, oder auch als Radikal oder als Ion.

## Bedeutung für Ökologie, Physiologie und Medizin
Die Speziierung bildet eine wichtige Grundlage bei der Verfügbarkeit von Pflanzennährstoffen im Boden, bei der Darreichungsform von Medikamenten und bei der Giftigkeit toxischer Stoffe gegenüber Mensch, Tier und Pflanze. Je nach lokaler Umweltbedingung im Boden, im Wasser oder im Magen-Darm-Trakt (pH-Wert, Redoxpotential, Chelatbildner und andere interagierende Stoffe) kann sich die Speziierung und damit die Resorbierbarkeit und Reaktionsfähigkeit einer Substanz drastisch verändern.